# Niall Tóibín

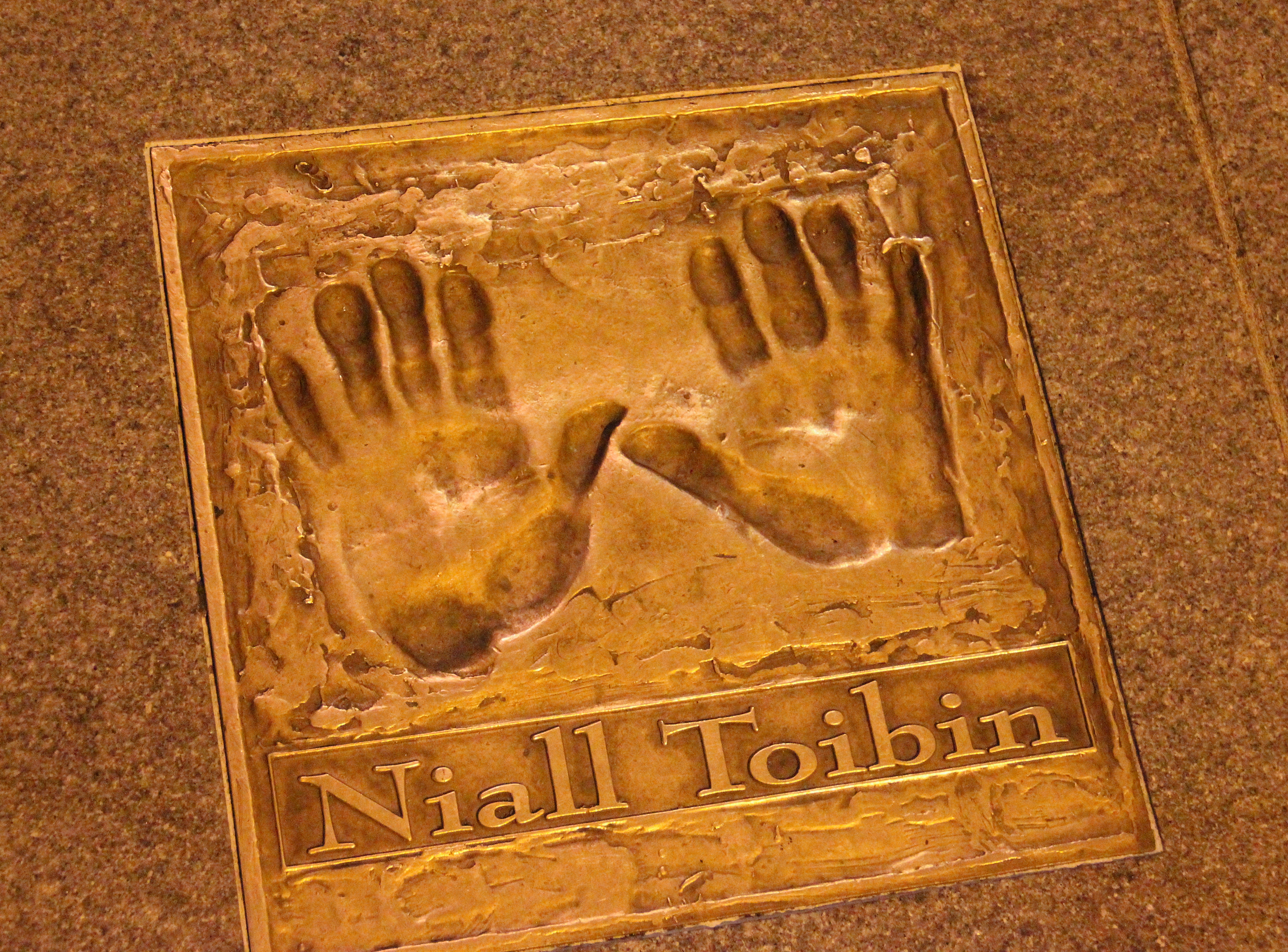
Handabdrücke und Signatur von Niall Tóibín vor dem Gaiety Theatre in Dublin

Niall Tóibín (* 21. November 1929 in Cork, Irland; † 13. November 2019 in Dublin) war ein irischer Komödiant und Schauspieler.

## Leben und Karriere
Tóibín wuchs in Bishop's Field, am Nordrand seiner Geburtsstadt Cork, in einer Familie auf, in der nur Irisch gesprochen wurde. Nach der Schulzeit im North Monastery verließ er Cork und arbeitete ab Januar 1947 in Dublin. Er begann in den 1950er-Jahren mit der Schauspielerei und verbrachte 15 Jahre mit den "Radio Éireann Players". 
Sein schauspielerisches Schaffen in Film und Fernsehen umfasst über vier Jahrzehnte. In den 1970er-Jahren spielte er in Ryans Tochter (Ryan's Daughter) und Bracken. Die 1980er-Jahre brachten Serienauftritte in The Irish R.M. und Caught in a Free State hervor. Rollen in weiteren Filmen spielte er in Die Journalistin (Veronica Guerin), In einem fernen Land (Far and Away) und Der amerikanische Neffe (The Nephew). Bekannt machte ihn seine Hauptrolle als Priester in der Serie Ballykissangel, die von 1996 bis 2001 produziert wurde. Tóibín wirkte auch im Radio, wie beispielsweise bei einem Gastauftritt in der BBC-Radio-4-Serie Baldi.
Im Jahr 1973 wurde Tóibín für seine Darstellung in der RTÉ-Comedy-Serie If The Cap Fits mit dem Jacob's Award ausgezeichnet. Tóibín pendelte zwischen New York und seiner Heimat Dublin hin und her. Der fünffache Vater war von 1957 bis zu ihrem Tod 2002 mit Judy Kenny verheiratet.

## Filmografie (Auswahl)
- 1965: Die Heimat des Dichters Yeats (Yeats Country, Erzähler im Original)
- 1967: Ó Dúill (Fernseh-Miniserie)
- 1970: Ryans Tochter (Ryan's Daughter)
- 1971: Die Bestie mit dem feurigen Atem (L'iguana dalla lingua di fuoco)
- 1980–1982: Bracken (Fernsehserie, 11 Folgen)
- 1981: Wiedersehen mit Brideshead (Brideshead Revisited; Fernseh-Miniserie, 1 Folge)
- 1983–1985: The Irish R.M. (Fernsehserie, 16 Folgen)
- 1984: Wagner – Das Leben und Werk Richard Wagners (Wagner; Fernseh-Miniserie, 4 Folgen)
- 1986: Tomaten für die Freiheit (Eat the Peach)
- 1986: Rawhead Rex
- 1989: Die Beichte des roten Agenten (Confessional; Fernsehserie, 3 Folgen)
- 1990–1993: Stay Lucky (Fernsehserie, 22 Folgen)
- 1992: In einem fernen Land (Far and Away)
- 1994: Der Aufpasser (Minder; Fernsehserie, 1 Folge)
- 1995: Frankie Starlight
- 1996–2001: Ballykissangel (Fernsehserie, 52 Folgen)
- 1998: Der amerikanische Neffe (The Nephew)
- 2000: Rad
- 2003: Die Journalistin (Veronica Guerin)
- 2003–2005: The Clinic (Fernsehserie, 9 Folgen)
- 2018: Remains (Kurzfilm)